# Чиниот
Чиниот (урд. چنیوٹ) је град у Пакистану у покрајини Панџаб. Према процени из 2006. у граду је живело 206.440 становника.

## Становништво
Према процени, у граду је 2006. живело 206.440 становника.
| 1981.   | 1998.   | 2006.   |
| ------- | ------- | ------- |
| 105.559 | 169.282 | 206.440 |